# Савез српских певачких друштава

## Идеја о Савезу
Услови за рад и развој српских певачких друштава су били готово немогући. Али упркос тешкој ситуацији, увиђа се потреба организовања и колективног деловања, како би се раштркана и обеснажена певачка друштава скаупила у неку врсту заједнице.
```
Састанак српских певачких дружина, који се одржао 13. /25. по старом календару/ 
јуна
 
1897
. на 
Стражилову
, узео је у претрес и оснивање заједнице српских певачких друштава, но та је ствар остала нерешена.
```

После дужег договора изречена је потреба да би свака дружина требало, да састави списак својих композиција, исти да се међусобно измењују и дружине да уступају једна другој поједина музичка дела. сем тога да се повремено издаје збирка српских музичких дела, у коју би улазиле композиције наших најбољих уметника, а тако и признатих словенских композитора.

Ову збирку би уређивали Јован Грчић, Алекса Јорговић и Тихомир Остојић.

Још тринаест година биће потребно да се српска певачка друштва тешње повежу и формирају Савез, што само по себи илуструје тешке услове живота српског народа, који је са свих страна био ограничаван, а честа одбијања од стране угарских власти – временом би гушила жарки занос неке добре идеје.

## Осниванје
У Сомбору је 25. децембра 1910. године формиран "Савез Српских Певачких Друштава" који је обухватао 47 дружина из целе Аустроугарске монархије.
Првих дана марта 1911. је стигло решење Министарства унутрашњих дела, којим се правила Савеза прпских певачких друштава у целости потврђују.

Ваља напоменути, да су се у овој ствари сви Срби посланици на угарском сабору слошки и својски заузели. Особито г. др. Живко Богдан беше онај, који се сав заложио, да правила буду одобрена. Исто тако је велика заслуга била и посланика Давида Коњовића, који је ову ствар снажно потпомогао. 
У Савез, чије ће седиште бити у Сомбору, у чланство могу ступити српска певачка друштва из Угарске, Хрватске, Славоније, Босне и Херцеговине.
Савез српских певачких дружина у Сомбору одржао је на Цвети 6. априла 1911. године у 6 сахати у вече своју прву редовну годишњу скупштину.

На скупштини је било заступљено четрнаест друштава са изасланицима а девет друштава је изјавило свој пристанак у Савез.

За председника изабран је са акламацијом одушевљени српски родољуб г. др Јоца Лалошевић, који има неувелих заслуга око стварања ове наше нове тековине.

Савез је себи у задаћу ставио да покрене орган, који ће развити велику агитацију, како би наше певачке дружине ступале у Савез и почеле радити на здравој основи, те постати истрајни пионири у српској културној борби. 
Савез је ступио у братски споразум са словеначким певачким и хрватским певачким савезом.

## Гласило Савеза
У Сомбору је као званично гласило Савеза српских певачких друштава почео излазити месечни часопис „Гусле“. 
Власник и издавалац тог часописа је недавно основани Савез Српских Певачких Друштава а одговорни му је уредник Ђура Цвејић.

„Гусле“ ће излазити сваког првог у месецу – осим јула и августа – а претплатна им је цена на целу годину само три круне.
Пред крај 1912. године изишла је из штампе прва свеска савезног издања српских корских композиција. Цена је ове свеске била 20 круна.

Савез је, овим савојим издањем учинио дело од велике и трајне вредности. У плану је било, да се после прве, настави овај посао и да се штампа још свезака којима би се попунила велика празнина у нашој музичкој литератури.
```
Ова прва свеска штампана је у 
париском формату
 на 93 стране и изведена је тахнички врло укусно и лепо, са пар мањих штампарских грешака.
```

Избор песам је био врло добар. Од сасвим лаких песама које је могло да савлада свако наше певачко друштво, преко тежих композиција за напреднија певачка друштва.

## I Певачка Слава
Од 7. - 9. јуна 1914. године у само предвечерје Првог светског рата одржана је 1914. године у Сомбору, прва и једина смотра српских хорова Певачка Слава, на којој су наступиле 23 дружине :